# Babovřesky
Babovřesky, celým názvem Babovřesky …aneb z dopisu venkovské drbny, je česká filmová komedie režiséra Zdeňka Trošky natočená v roce 2012 a 2013. Hlavní role byly obsazeny herci Pavlem Kikinčukem, Veronikou Žilkovou, Janou Synkovou, Lucií Vondráčkovou, Lukášem Langmajerem a Janem Dolanským. V menší roli se objevila i zpěvačka Lucie Bílá.
Premiéra filmu v českých kinech byla 14. února 2013. Jedná se o letní příběh, který s nadsázkou a nadhledem ukazuje život na jihočeském venkově. Příběh je založen na souhře náhod, nedorozumění a následné lásce, žárlivosti a humorných okamžicích. Film měl po premiéře u českých diváků úspěch, a to i přes nepřízeň filmových kritiků Film vznikl v jihočeských vesnicích Dobčice, Záboří, Dříteň, Pištín a Netolice. Film držel rekord návštěvnosti českých filmů při premiérovém víkendu, v prosinci 2016 jej ale překonal Anděl Páně 2.
Televizní premiéru sledovalo 27. září 2014 na TV Nova 1,828 mil. diváků.
Na jaře 2013 Zdeněk Troška natočil volné pokračování filmu s názvem Babovřesky 2, posléze v roce 2014 Babovřesky 3.

## Děj
Na jihočeském venkově umírá zámožná již stoletá Truda (Anna Vejvodová). Její vilu i pozemky chce získat místní starosta Karel (Pavel Kikinčuk) a jeho povedený synovec Robert (Radek Zima) za nepatrnou finanční částku. Na pozemku chtějí postavit autobazar, jenže o majetek projeví zájem dědicův syn Adam (Jan Dolanský), který chce celý dům zrenovovat, zabydlet se a zřídit pobočku zahraniční firmy, pro kterou pracuje. Navíc se po vesnici vykládá, že ve vile straší, čehož využívají Karel, Robert a jeho nohsledi. Adam má ale pro strach uděláno a je rozhodnutý zůstat. Také se sbližuje a spřáteluje s postaršími místními Fandou (Lubomír Kostelka) a Vendou (Jiří Pecha).
Souběžně s tím do obce přichází nový farář Petr (Lukáš Langmajer). Zbožné starší dámy v čele s drbnou Horáčkovou (Jana Synková) očekávají starého důstojného pána, jenže přichází mladý, sportovně vyhlížející muž, který má mladou sestru Ivanku (Lucie Vondráčková) a k tomu ještě nekřesťanské sprosté jméno. Zároveň do vesnice přijíždí Ivanka, která se uchází o místo asistentky na obecním úřadě a dočasně se ubytovává u bratra na faře. Klevetivá Horáčková roznáší po vesnici drby, že farář má údajně mladou dívku, se kterou se peleší a starosta se s toutéž dívkou dopouští nevěry a díky tomu ona prý práci asistentky získala. To vyústí v celou sérii nedorozumění, které nenechají klidnou ani starostovu ženu Libunu (Veronika Žilková). Na konci se vše vysvětlí, i když trochu dramaticky. Ivanka s Adamem se do sebe zamilovávají a společně nacházejí poklad ukrytý ve vile. 

## Obsazení
| Herec                    | Postava                                        | Výskyt ve filmu | Výskyt ve filmu | Výskyt ve filmu |
| Herec                    | Postava                                        | Babovřesky      | Babovřesky 2    | Babovřesky 3    |
| ------------------------ | ---------------------------------------------- | --------------- | --------------- | --------------- |
| Lukáš Langmajer          | P. Mgr. Petr Šoustal, farář                    | ANO             | ANO             | ANO             |
| Lucie Vondráčková        | Mgr. Ivana Jeřábková, farářova sestra          | ANO             | ANO             | ANO             |
| Jan Dolanský             | Adam Hála LL.M.                                | ANO             | ANO             |                 |
| Pavel Kikinčuk           | Karel Stehlík, starosta                        | ANO             | ANO             | ANO             |
| Veronika Žilková         | Libuš Stehlíková, starostova žena              | ANO             | ANO             | ANO             |
| Bronislav Kotiš          | Ing. Dobroslav Dočistil, kontrolor             |                 | ANO             | ANO             |
| Tereza Bebarová          | prof. PhDr. Dobromila Dočistilová, CSc.        |                 |                 | ANO             |
| Jana Synková             | drbna Božena Horáčková                         | ANO             | ANO             | ANO             |
| Jana Altmannová          | drbna Anda                                     | ANO             | ANO             | ANO             |
| Jindřiška Kikinčuková    | drbna Božena Němcová                           | ANO             | ANO             | ANO             |
| Růžena Havlová           | drbna Borovková                                | ANO             | ANO             | ANO             |
| Anastázie Perlíková      | drbna Zina                                     | ANO             | ANO             | ANO             |
| Jarmila Bursová          | drbna Jarmilka                                 | ANO             | ANO             | ANO             |
| Jaroslava Ulrychová      | drbna Jaruš                                    | ANO             | ANO             | ANO             |
| Lubomír Kostelka         | dědek Fanda, manžel drbny Ziny                 | ANO             | ANO             |                 |
| Jiří Pecha               | dědek Venda, manžel drbny Borovkové            | ANO             | ANO             | ANO             |
| Tomáš Trapl              | P. ThLic. Zbigniew Krapuściński, nový farář    |                 |                 | ANO             |
| Miroslav Noga            | Hála, otec Adama                               | ANO             |                 |                 |
| Jitka Sedláčková         | Hálová, matka Adama                            | ANO             |                 |                 |
| Radek Zima               | Robert, starostův synovec                      | ANO             | ANO             | ANO             |
| Petr Polák               | Karel, Robertův kamarád                        | ANO             | ANO             | ANO             |
| Jaroslav Čermák          | Jirka, Robertův kamarád                        | ANO             | ANO             | ANO             |
| Kamila Kikinčuková       | Kamča, Robertova milá a vnučka drbny Horáčkové |                 | ANO             | ANO             |
| Taťána Krchovová         | Táňa, Jirkova milá a vnučka drbny Jarmilky     |                 | ANO             | ANO             |
| Iva Malatová-Pastrňáková | Ivča, Karlova milá a vnučka drbny Němcové      |                 | ANO             | ANO             |
| Barbora Šimková          | Markéta, starší dcera Stehlíkových             | ANO             | ANO             | ANO             |
| Veronika Novotná         | Šárka, mladší dcera Stehlíkových               | ANO             | ANO             | ANO             |
| Žofie Dařbujánová        | Jana, Markétina kamarádka                      | ANO             |                 |                 |
| Nela Řehořová            | Nela, Libuščina neteř                          |                 | ANO             | ANO             |
| Jan Kuželka              | hostinský zvaný Rychlonožka                    | ANO             | ANO             | ANO             |
| Pavla Bečková            | s. Gloria (křtěná Gábina), řeholní sestra      | ANO             | ANO             | ANO             |
| Milan Horvát             | cikán Gejza                                    | ANO             |                 |                 |
| Lucie Bílá               | cikánka Aranka                                 | ANO             |                 | ANO             |
| Michaela Flenerová       | cikánka                                        |                 | ANO             | ANO             |
| Anna Vejvodová           | Gertruda "Trůda" von Rohenstein, bohatá teta   | ANO             |                 |                 |
| Jakub Kovář              | hokejista Jakub Kovář                          | ANO             | ANO             |                 |
| Ondřej Pavelec           | hokejista Ondřej Pavelec                       | ANO             | ANO             |                 |
| Jakub Voráček            | hokejista Jakub Voráček                        | ANO             | ANO             |                 |
| Radek Smoleňák           | hokejista Radek Smoleňák                       |                 | ANO             |                 |
| Jiří Tlustý              | hokejista Jiří Tlustý                          |                 | ANO             |                 |
| Martin Stropnický        | trenér Filip Dvořák                            |                 | ANO             |                 |
| Viktor Pavel Vávra       | ministrant Vilda, vnuk drbny Němcové           | ANO             | ANO             | ANO             |
| Marie Strnadová          | babka, členka KSČ                              | ANO             | ANO             |                 |
| Hana Nigrínová           | babka, členka KSČ                              | ANO             | ANO             | ANO             |
| Julie Sičáková           | babka, členka KSČ                              | ANO             | ANO             | ANO             |
| Michal Pavlata           | Mons. Fábera, generální vikář                  |                 | ANO             |                 |
| Přemysl Kubišta          | biskup                                         |                 | ANO             |                 |
| Miriam Kantorková        | hospodyně, vikářova sestra                     |                 | ANO             | ANO             |
| Jiří Kohout              | řidič popelářského auta                        | ANO             |                 |                 |
| Václav Částka            | Vašek, prodejce pneumatik                      | ANO             | ANO             | ANO             |
| Lubomír Mach             | Luboš, prodejce automobilů                     |                 | ANO             |                 |
| Jaroslav Gregora         | Jarda                                          | ANO             |                 | ANO             |
| Milan Kališ              | Milan                                          | ANO             |                 | ANO             |
| Karel Liebl              | Valihrach                                      |                 | ANO             | ANO             |
| Zdeněk Troška            | člen štábu Zdeněk Troška                       |                 |                 | ANO             |
| Ervín Sanders            | člen štábu Ervín Sanders                       |                 |                 | ANO             |
| Marek Kališ              | člen štábu Marek Kališ                         |                 |                 | ANO             |
| Petr Zavřel              | člen štábu Petr Zavřel                         |                 |                 | ANO             |
| Zdeněk Mikulík           | člen štábu Zdeněk Mikulík                      |                 |                 | ANO             |
| Michaela Flenerová       | prodavačka                                     | ANO             |                 |                 |
| Gabriela Goldová         | prodavačka                                     |                 | ANO             |                 |

## Vývoj návštěvnosti v českých kinech
| Týden | Od–do                        | Diváků  | Tržby (Kč) |
| ----- | ---------------------------- | ------- | ---------- |
| 1.    | 14. únor – 17. únor 2013     | 147 527 | 21 100 766 |
| 2.    | 18. únor – 24. únor 2013     | 299 418 | 42 268 735 |
| 3.    | 25. únor – 3. březen 2013    | 402 464 | 56 412 925 |
| 4.    | 4. březen – 10. březen 2013  | 460 129 | 64 318 028 |
| 5.    | 11. březen – 17. březen 2013 | 506 761 | 70 339 515 |
| 6.    | 18. březen – 24. březen 2013 | 533 722 | 73 774 046 |
| 7.    | 25. březen – 31. březen 2013 | 556 628 | 76 617 034 |
| 8.    | 1. duben – 7. duben 2013     | 576 977 | 79 016 908 |
| 20.   | 24. červen – 30. červen 2013 | 618 170 | 83 355 834 |

Údaje o divácích a tržbách jsou uvedeny kumulativně, zdrojem jsou data převzatá ze stránek Unie filmových distributorů.
V roce 2013 film Babovřesky zhlédlo v kinech 652 458 platících diváků a tím se v České republice stal nejnavštěvovanějším filmem roku.